# 田辺郷左衛門
田辺 郷左衛門（田邊 郷左衛門、たなべ ごうざえもん、前名・榮重郎、1866年3月11日〈慶應2年1月25日〉 - 没年不明）は、日本の政治家（神奈川県会議員、横浜市会議員）、会社重役、神奈川県多額納税者、地主、神奈川県教員互助会理事。族籍は神奈川県平民。田辺家19代目である。

## 経歴
神奈川県出身。先代・郷左衛門の二男。神奈川師範卒業。1886年、家督を相続し、前名・榮重郎を改め襲名する。貸地業を営む。
横浜市会議員、神奈川県会議員、同参事会員に挙げられる。戸塚銀行、横浜植木、横浜農薬各取締役などをつとめる。1937年、退隠する。

## 人物
教育界と農村産業の革新等に尽力する。宗教は真言宗。趣味は碁、将棋、読書、旅行。住所は神奈川県横浜市中区中村町。

## 家族・親族
田辺家
田辺家は古く紀州田辺より横浜に移住し、以後中村に定住した。地主農で、維新前名主役をつとめたことがある。18代郷左衛門の景徳碑が玉泉寺の境内にあった。
- 父・郷左衛門[1]
- 妻・イシ（1862年 - ?、神奈川、近藤喜太郎の妹[1][5]、近藤此右衛門の二女[7][8][9]）
- 息子・晃[4][注 1]（1903年 - ?、東土地合名会社代表社員、貸地業[3]、地主、神奈川県多額納税者、早稲田大学評議員[4]）
  - 同妻・津多子（1909年 - ?、東京、楠八十兵衛の三女）[3]
  - 同次男[3]
  - 同三男[3]
- 長女・花江（1889年 - ?、分家）[1][5]
- 二女・静江（1893年 - ?、東京、柴田乙次郎の妻）[1][5]
- 三女・玉枝（1898年 - ?、神奈川、一ノ瀬與左衛門の妻）[1][5]